# 難聴者
難聴者（なんちょうしゃ）とは、聴覚障害者の一区分である。
主に、音声言語獲得前の失聴者で、聴力障害が比較的軽い、又は聾学校に行かずに地域校に通った聴覚障害者などが、自分のこと（自分のアイデンティティ）を「難聴者」とする。また、ろう者（デフコミュニティ）の考え方・行動に違和感を示す聴覚障害者も、大抵自分のことを難聴者とする。
難聴者は聴力によって、軽度難聴者、中度難聴者、高度難聴者がいる。医学的には、「ろう」レベルでも、自分のことを「難聴者」という人もいる。（アイデンティティは、医学的背景ではなく、文化的背景で判断される）
難聴者は口話がある程度できる人が多い。軽度難聴なら、電話が出来る人もいる。手話は聴力に関係なく、出来る人と出来ない人に分かれる。難聴者が使う手話は、大抵日本語対応手話である。
音声を追求する点は、中途失聴者に近いところがある。